# کاترین زتل
کاترین زتل (انگلیسی: Kathrin Zettel؛ زادهٔ ۵ اوت ۱۹۸۶) اسکی‌باز آلپاین اهل اتریش است.